# El Buey
El Buey är en ort i Mexiko.   Den ligger i kommunen Tlalixcoyan och delstaten Veracruz, i den sydöstra delen av landet, 300 km öster om huvudstaden Mexico City. El Buey ligger 14 meter över havet och antalet invånare är 111.
Terrängen runt El Buey är mycket platt. Runt El Buey är det ganska glesbefolkat, med 43 invånare per kvadratkilometer. Närmaste större samhälle är Tlalixcoyan, 4,1 km söder om El Buey. Omgivningarna runt El Buey är en mosaik av jordbruksmark och naturlig växtlighet.